# Nimatullahi
Nimatullahi eller Nematollahi (persiska:  نعمتاللهی) är en iransk sufiorden (tariqat) med ursprung i staden Māhān i Iran. Två viktiga grenar inom orden är Soltan-Ali-Shahi (Gonabadi) och Safi-Ali-Shahi som uppstod på 1800-talet.
Antalet medlemmar i Nematollahi i Iran var 1980 mellan 250 000 och 350 000. Efter utvandringen av en av ordens ledare Javad Nurbakhsh och andra dervischer som följd av iranska revolutionen 1979, har den lockat anhängare utanför Iran, främst i Europa, Västafrika och Nordamerika. Det första ordenshuset (khanaqa) utanför Iran bildades i San Francisco, Kalifornien, USA 1975 några år innan revolutionen i Iran.

## Historia
Orden är uppkallad efter Nur od-din Shah Nematollah Vali, som grundade den på 1300-talet. Shah Nematollah var bosatt och senare även begravd i Māhān, Iran, där hans grav fortfarande är en viktig plats för pilgrimer. Han var lärjunge till sufin Abdollah Yafi. En kedja av sufimästare (kallad silsila) sträcker sig tillbaka till Maruf Karkhi.
Två berömda medlemmar av orden under 1900-talet var Irans utrikesminister Abdollah Entezam, son till politikern och sufimästaren Seyed Mohammad Binesh som var Irans inrikesminister under Reza Pahlavi.

## Gonabadi-dervischer

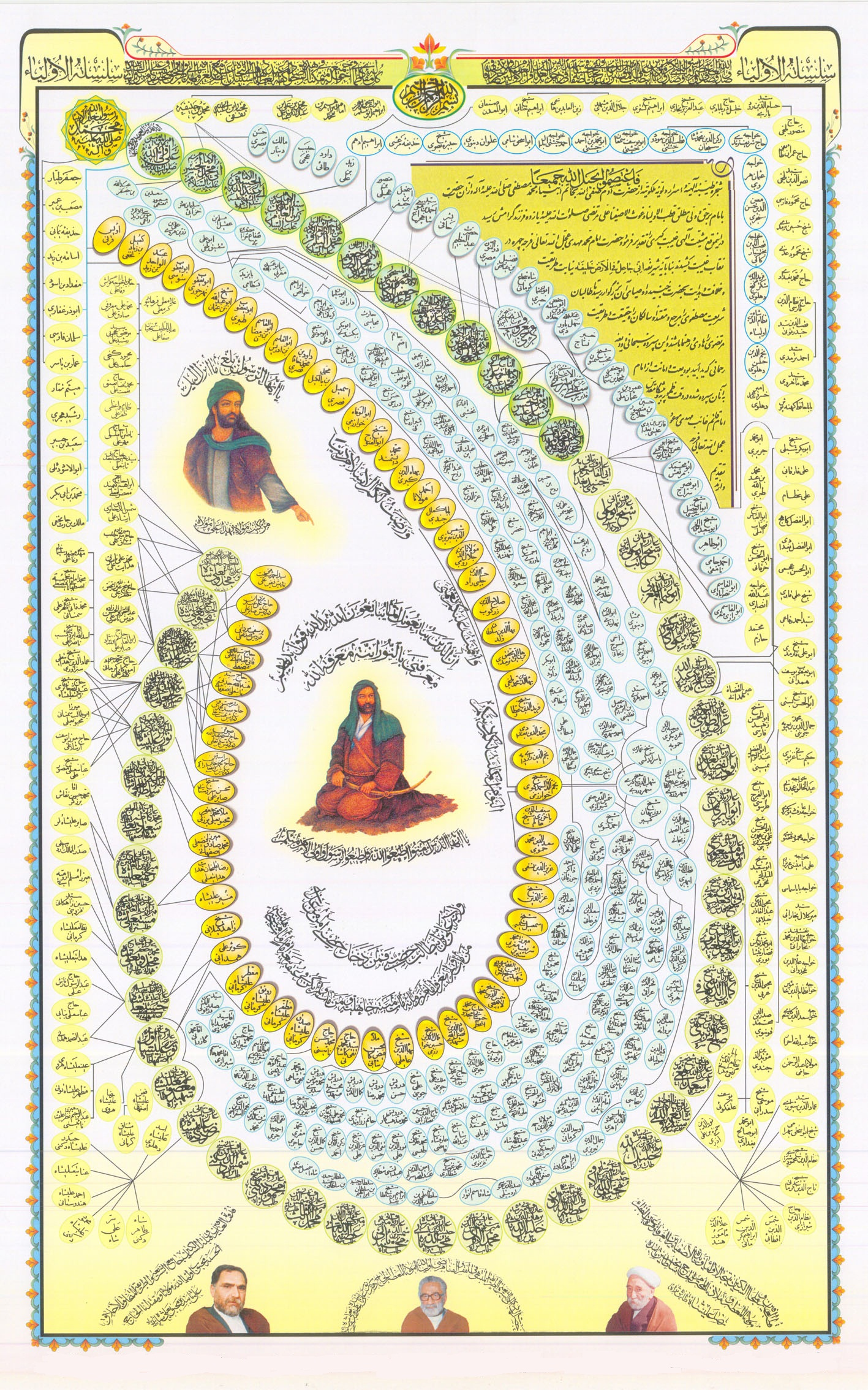
Gonabadi-dervischernas successionskedja (silsila)

Gonabadi-grenen inom Nematollahi-orden grundades i slutet av 1800-talet av Soltan Ali Shah och har sitt traditionella säte i staden Gonabad i Iran.
Seyed Ali Reza Jazbi är Nematollahi-ordens nuvarande mästare i Iran. Juristen Mostafa Azmayesh är officiell representant för Gonabadi-dervischerna utanför Iran.

## Nurbakhsh-grenen
Javad Nurbakhsh tog över ledningen för en gren av Nematollah-orden år 1953 efter hans föregångare Mounes Ali Shah avlidit. Nurbakhsh inledde en omfattande utbyggnad av orden i Iran. På 1970-talet anslöt sig besökare från USA till orden, medan de var i Iran. År 1974 åkte Nurbakhsh till USA och såg att det fanns ett behov av att upprätta regelbundna khanaqas där. År 1979 flydde Nurbakhsh från Iran och den repressiva regimen som inte uppskattade alternativa religiösa auktoriteter. Han bodde i USA tills han flyttade till England 1983. I början av 1990-talet fanns nio ordenshus tillhörande Nematollahi i USA. Anhängarna på USA:s östkust som Boston, New York och Washington var nästan endast amerikaner, medan det i Kalifornien var ungefär hälften amerikaner och hälften iranier, med olika religiösa bakgrunder, inte bara shiiter.
Senare har orden etablerats i Mexiko, Ryssland, Västafrika och Spanien.
Ordens många publikationer innehåller bland annat tidningen ”Sufi” som ges ut två gånger per år. Nematollahi-orden publicerar även -  på persiska, engelska och andra språk -  Nurbakhshs sju volymer som behandlar tillstånd och stationer på sufivägen, hans förklaring av innebörden av mystisk sufiterminologi i tolv volymer och hans mycket kommenterade biografier av de stora historiska mästarna av vägen. Ordens nutida sociala aktiviteter innefattar upprättandet av kliniker och vårdcentraler i fattiga områden i Västafrika, där orden har lockat många anhängare.